# 정동등처행중서성
정동등처행중서성(한국 한자: 征東等處行中書省)는 원나라가 한반도의 고려를 대상으로 설치한 특수 행중서성이다. 줄여서 정동행성이라고 부르기도 한다. 원나라의 다른 행중서성과 달리 정동행성의 차관은 고려 국왕이 겸임했기 때문에, 고려는 이를 통해 독립을 유지할 수 있었다. 1271년 몽골 제국이 남송을 정복한 이후 일본 정복을 위해 설치했다.

## 변천

### 일본 원정
고려가 원나라와 강화하여 복속된 후에 당한 첫 시련은 일본 정벌이었다. 일찍부터 원나라는 고려를 이용하여 일본에게 조공(朝貢)받기를 원하였다. 한편 남송 공략에 대한 전략으로서 해상을 이용하여 송나라와 교통이 빈번한 고려와 일본을 이용하려 한 듯하다.
제1차 원정은 1274년(충렬왕 즉위년)에 행해졌다. 고려의 김방경은 중군장(中軍將)이 되어서 원군과 함께 출전하였으나 이 원정은 실패하였고 1281년(충렬왕 7년)의 제2차 원정마저 태풍 탓에 실패했다. 두 차례에 걸친 원정은 고려를 막대하게 해롭게 했고 농민들이 이 새로운 동원으로 입은 참상은 형언키 어려웠다.

### 고려 왕실의 변질
그러나 이것보다 중요한 것은 원나라로 말미암아 초래된 고려 왕실의 변질이었다. 당시 원종은 병력을 빌려 임연(林衍) 부자를 타도하고 삼별초의 대몽 항쟁을 진압하였고 왕권을 강화하려고 원나라 제실(帝室)의 공주를 정비(正妃)로 삼았고 그 비의 몸에서 난 아들을 원칙으로 왕을 삼았다. 말하자면 고려는 원나라의 부마국(駙馬國) 즉 속국(屬國)이 되었다. 그 후에 역대 왕은 세자로 있을 때에는 독로화(禿魯花, 볼모)로서 북경에 머물다가 즉위하게 되었다. 또한 왕은 몽골식 이름을 갖게 되고 몽골식 변발(辮髮)과 의복을 입었으며, 일상샐활에서 몽골어를 사용하였다. 원나라 황제가 고려 왕을 즉위하게 하거나 폐위하게 하였고 사형하거나 귀양 보내기도 했다.   
이제 고려의 왕은 독립된 국가의 통치자가 아니라 제국 원의 일개 제후가 되었고 이것에 따라서 고려 왕실도 그 격이 낮아졌다. 왕은 조(祖)나 종(宗)을 붙여서 묘호(廟號)를 지을 수가 없게 되었고 그 대신 ‘왕(王)’자를 사용하게 되었다. 게다가 원나라를 향한 충성심의 뜻으로 ‘충(忠)’자를 덧붙였다. 짐(朕)은 고(孤)로, 폐하(陛下)는 전하(殿下)로, 태자(太子)는 세자(世子)로, 선지(宣旨)는 왕지(王旨)로 격하되었다. 왕위의 폐립(廢立)을 원나라가 좌우하는 일이 잦았다. 관제도 많이 축소·개편·폐합되어, 충렬왕 때는 3성(三省)이 통합되어서 첨의부로, 도병마사가 도평의사사로 개칭되었다. 또 이부(吏部)·예부(禮部)를 합쳐서 전리사(典理司)로, 호부(戶部)는 판도사(版圖司), 병부(兵部)는 군부사(軍簿司), 형부(刑部)는 전법사(典法司)로 하였으며, 공부(工部)는 없앴다. 한때 충선왕은 이 관호(官號)를 복구시키려고 하였으나 실패했다.

### 왕조의 유지
이러한 변화에도 고려조는 원나라의 속국으로서 유지 가능했다. 원나라는 정동행성을 이용하여 고려를 직접으로, 간접으로 간섭하기도 했으나 고려 군신의 반대로 효과는 적었다. 또 원나라는 고려의 영토에 쌍성총관부, 동녕부를 두었고 제주에 탐라총관부를 설치했는 바 고려는 쌍성총관부를 제외하고는 이것을 나중에 되돌려 받았다.

### 조공 요구
원은 여러 명목을 붙여서 고려에 금·은·포백(布帛)·곡물·인삼·해동청(海東靑, 매) 등 경제에 관계되어 징구(徵求)하였고 심지어 처녀·환관(宦官)을 요구하기도 하였다. 해동청의 징구에 응하여 널리 설치된 응방(鷹坊)은 여러 가지 폐단을 낳았다. 이리하여 농민은 고려와 원나라에 의무와 책임을 이중으로 부담했다. 그 결과 농민은 유민이 되어 소극으로 반항하기도 했다. 그러나 이러한 가운데서 고려의 귀족은 막대한 농장을 소유하고 유민을 모아다가 이것을 경작시켰다.

### 심양왕
원과의 사이에 야기된 새로운 정치 문제는 남만주 일대를 관할하는 심양왕과의 관계였다. 이러한 고려 왕족의 심양왕 임명은 그 지방에 거주하는 고려민의 통제에 편할 뿐만 아니라 고려를 견제하게 하려던 것이다. 그 결과 고려 왕과 심양왕 사이에 대립이 발생하였다. 이러한 것은 원나라가 바라던 이이제이(以夷制夷) 정책이 그 목적을 달성하였음을 말하여 주는 것이며, 원나라의 對고려 정책에서 주목되어야 할 점의 하나이다.

## 원나라로부터 주권 회복과 개혁 추진
고려 사회의 문제를 바로잡으려는 개혁은 원나라 세력을 축출하기 전에도 시도되었으나 성과를 거둘 수 없었다. 1298년에 충렬왕으로부터 선위를 받은 충선왕은 즉위 교서를 이용해 인사 행정과 토지 겸병 문제 등 국정 전반을 한 개혁하려는 의지를 천명하였다. 그는 정방을 폐지하고 사림원(詞林院)을 설치하여 개혁을 추진하는 일변, 관제를 전반에 걸쳐 개정하였다. 그러나 부원 세력이 중심이 된 기득권 세력의 책동과 원나라의 간섭에 따라 그 사람이 폐위되고 충렬왕이 재즉위해서 개혁 정치는 실패하고 관제 개혁도 원점으로 돌아가고 말았다. 충목왕(忠穆王) 즉위(1344년) 후에는 개혁 전담 부서인 정치도감(整治都監)이 설치되어 개혁이 추진되었으나(1347년) 이것도 부원 세력의 방해와 원나라의 간섭으로 실패하고 말았다.
중앙 조정의 정치는 표류하였지만, 사회상으로는 새로운 사회 주도층인 신흥 사대부층(신흥 양반)이 성장하고 있었다. 가중되는 수탈에서 살아남으려는 농민들의 자구 노력이 기울여지는 가운데 신흥 사대부들의 새로운 농서(農書)의 편찬 등에 힘입어 농업 기술이 발달되어 농업 생산이 증가하였다. 지방에 생활 기반을 둔 소 호족 지주층이었던 신흥 사대부들은 농업생산력 증가로 새로운 경제력을 갖추었다. 신흥 사대부들은 선대가 지방의 향리 출신인 때가 잦았다. 그 사람들은 과거에 급제하거나 군공(軍功)을 쌓아 문무품 관리직을 획득하였고 사상으로는 신유학(新儒學), 즉 주자학의 소양을 갖춘 지식층이었다. 이 사람들은 점차 중앙에 진출하여 세력이 확대되었고 사회문제의 개혁을 열망하였다. 
원나라에 통치받은 지 70여 년이 지난 1351년에 공민왕이 즉위하여 원 세력을 축출하면서 개혁은 본격화하였다. 공민왕은 정방을 혁파하여 인사 행정을 정상화하고 신흥 사대부들을 기용하였다. 또한 그 사람은 전민변정도감(田民辨整都監)을 설치하여 토지 겸병과 양민의 불법에 토대한 노비화를 시정하는 개혁에도 착수하였다. 공민왕 5년(1356년)에는 기철(奇轍) 등의 부원 세력들이 처단되고 정동행성의 이문소(理問所)가 혁파되었으며, 쌍성총관부 지역이 무력으로 수복되었다. 또한 원나라의 압력으로 변경된 관제의 대부분이 3성·6부 등 본래 관제로 일단 복구되었다. 공민왕은 이처럼 원나라에 정면으로 맞서는 일변, 원나라에 반기를 들고 새로이 일어난 명(明) 나라에 사신을 파견하여 친명 정책을 추진하였다.
친원 세력은 축출됐지만, 토지 겸병과 양민의 불법 노비화 등을 상대로 삼은 개혁은 권문세족이 반발해서 실패했고 이 시기에 고려는 원나라에서 반란했다가 패퇴한 홍건적(紅巾賊)의 두 차례에 걸친 침구(1359년·1361년)를 격퇴하고 원나라의 침공도 물리치긴(1363년) 했지만, 공민왕이 개혁을 추진하는 데는 역시 부담스러웠다.
공민왕은 재위 14년(1365년)부터 기득권층과 연결되지 않은 한미한 출신의 승려 신돈(辛旽)을 기용하여 개혁을 과감히 추진하였다. 권신들이 정권에서 축출되고 신흥 사대부 출신들이 대거 기용되었다. 또한 재설치된 전민변정도감이 활성화해 권문세족이 탈취한 토지들이 원 주인에게 반환되고 노비로서 억울한 사정을 호소하는 사람들이 양민으로 해방하기 시작했으나 개혁을 이끌던 신돈이 권문세족들의 반발과 자신의 실책으로 제거당하고 공민왕마저 의문의 시해당하여(1374) 이 개혁도 실패로 끝났다. 이처럼 공민왕의 내정 개혁은 실패했지만, 그 과정에서 신흥 사대부들이 중앙 정계에 대거 진출하여 세력을 키움으로써 다음 단계 개혁의 기초가 되었다.

## 같이 보기
- 몽골 제국 / 원나라
- 행중서성
- 원나라의 일본 원정
- 동녕총관부
- 쌍성총관부
- 탐라총관부